# Square Alex-Biscarre

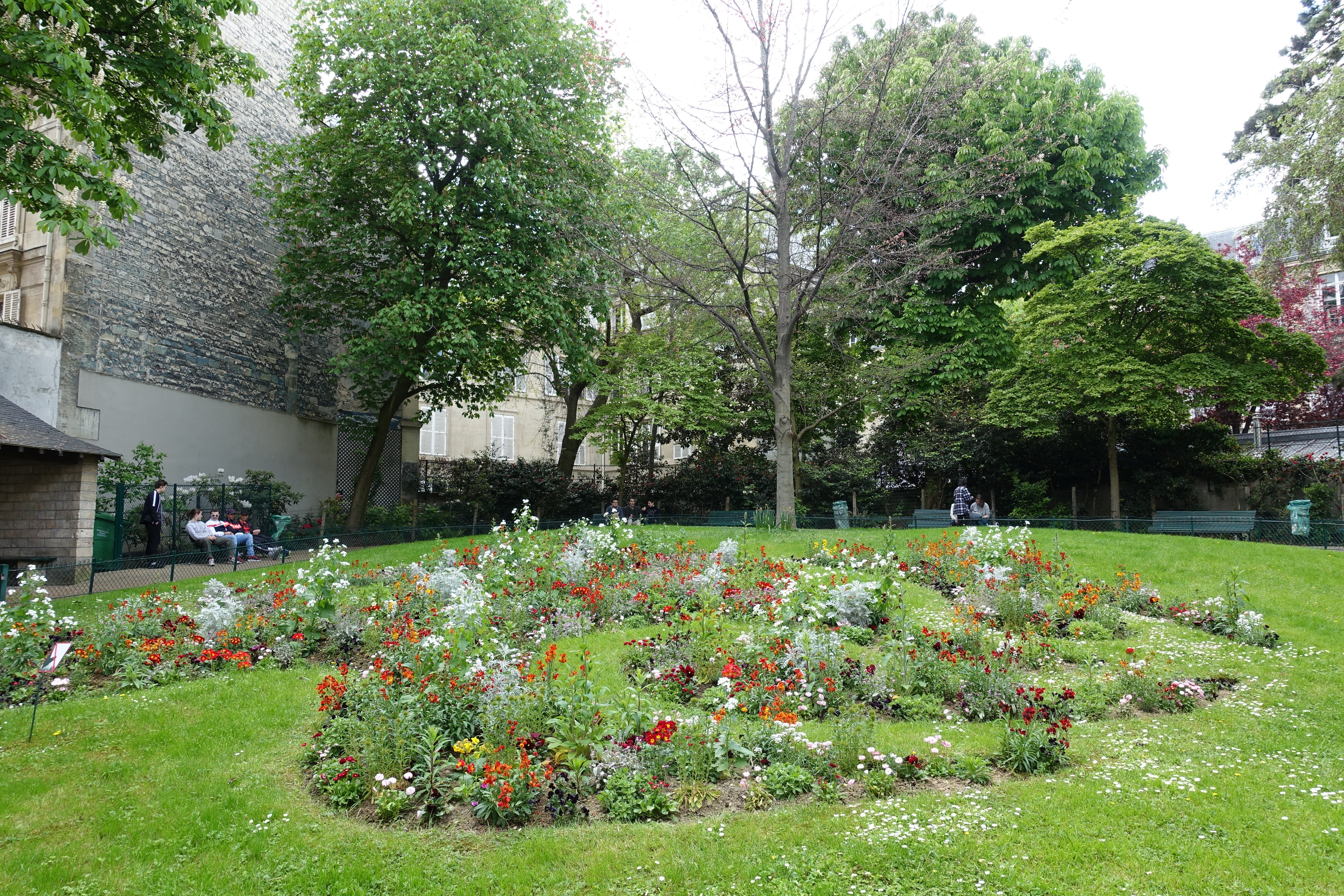
Square au printemps.

Le square Alex-Biscarre est un square du 9e arrondissement de Paris.

## Situation et accès
Le square est accessible par le 31, rue Notre-Dame-de-Lorette, près de la place Saint-Georges.
Il est desservi par la ligne 12 à la station de métro Saint-Georges.

## Origine du nom
Le site porte le nom d’Alex Biscarre (1891-1977), conseiller de Paris de 1932 à 1941, en 1945, puis de 1959 à 1977.

## Historique
Il s'agit de l’ancien jardin de l'hôtel Dosne-Thiers. Mme Dosne le céda en 1833 à Adolphe Thiers, qui devait alors épouser sa fille. Le musée Adolphe-Thiers appartient par la suite à l'Institut de France, qui le céda à la Ville de Paris.